# Misythus mindanao
Misythus mindanao är en insektsart som beskrevs av Morgan Hebard 1923. Misythus mindanao ingår i släktet Misythus och familjen torngräshoppor. Inga underarter finns listade i Catalogue of Life.